# Station Linggapura
Linggapura is een spoorwegstation in de Indonesische provincie Midden-Java.